# Liste der Monuments historiques in Pexonne
Die Liste der Monuments historiques in Pexonne führt die Monuments historiques in der französischen Gemeinde Pexonne auf.

## Liste der Objekte
| Bezeichnung | Beschreibung                      | Standort                                 | Kennzeichnung | Schutzstatus | Datum | Bild |
| ----------- | --------------------------------- | ---------------------------------------- | ------------- | ------------ | ----- | ---- |
| Kruzifix    | Holz, Anfang des 18. Jahrhunderts | in der Kirche St-Pierre-aux-Liens (Lage) | PM54000710    | Classé       | 1925  |      |